# Tatiana Tolstaya
Tatiana Nikítichna Tolstaya (en ruso: Татья́на Ники́тична Толста́я) (nacida 3 de mayo de 1951 en San Petersburgo, la URSS) es una notable escritora rusa moderna y presentadora de programas en TV.

## Biografía
Tatiana Tolstaya desciende de una familia noble de los Tolstói. Es sobrina nieta de León Tolstói, nieta de Alekséi Nikoláyevich Tolstói; su abuela paterna Natalia Tolstaya-Krandiévskaya fue poetisa y su abuelo materno fue el famoso traductor y poeta acmeista Mijaíl Lozinski. Su hermana Natalia Tolstáya también es escritora y su padre fue un conocido físico. 
Tolstaya se graduó en la Universidad Estatal de San Petersburgo en 1974 (facultad de filología clásica). En los ochenta se casó y trasladó a Moscú donde trabajó en la casa editorial 'Naúka' como correctora, publicando su primer cuento en 1983. Años más tarde, en 1988 entró la Unión de Escritores Soviéticos.
En 1999-2000, vivió en los EE. UU., donde impartió clases en las universidades de Princeton y Skidmore, explicando literatura rusa y escritura creativa. Regresó a Moscú y se dedicó a escribir. 
Escribe prosa modernista y posmodernista, metafórica, individual y satírica. Los críticos literarios consideran a Tolstáya la representante de una ‘nueva ola’ dentro de la literatura rusa, una prosa artística paradójica que tiene su origen en los juegos prosísticos de Bulgákov y Olesha, llena de parodia, sátira y excentricidad. 
En 1990, fue galardonada con el premio italiano Premio Grinzane Cavour por sus cuentos En el zaguán de oro... (Echando a la pirula). En 2001, fue galardonada con el premio ruso “Triunfo” y premio de la XIV Feria Internacional de Libros de Moscú por su novela “Kys”. Fue nominada para el Premio Booker ruso en 2001 por la misma novela. 
Sus obras han sido traducidas a algunos idiomas, entre ellos el alemán, el francés, el inglés, el sueco. 
Tatiana Tolstaya es una de las dos presentadoras de programa “Escuela de escándalo’’ en TV central (canal independiente NTV) y miembro permanente del jurado del programa “Minuto de fama” en canal de TV principal ruso, ORT.

## Obras escogidas
- На золотом крыльце сидели, 1988 – En el zaguán de oro… (Echando a la pirula), cuentos - Premio Grinzane Cavour (Italia) de 1990 para prosa extranjera
- Любишь - не любишь, 1997 - Me quiere – no me quiere, cuentos (Adivinación usando margaritas)
- Сёстры, 1998 - Hermanas (con su hermana escritora Natalia Tolstaya), cuentos
- Река Оккервиль, 1999 – El río Okkervil, cuentos
- Кысь, 2000 – Kys (Slynx – Engl.), novela – Premio Triunfo 2001
- День. Разное, 2001 – El día. Miscelánea (con su hermana escritora Natalia Tolstaya), cuentos
- День. Личное, 2001 – El día. Lo privado, ensayos
- Ночь, 2001 – La noche, cuentos
- Двое, 2001 – Las dos (con su hermana escritora Natalia Tolstaya), cuentos
- Изюм, 2002 – Pasas (Di patata), cuentos
- Не кысь, 2003 - No Kys, cuentos
- Круг, 2003 – Círculo, cuentos
- Белые стены, 2004 – Paredes blancas, cuentos
- Женский день, 2006 – Día de mujeres, cuentos
- Река, 2007 – El río, cuentos